# النعيمة (ولاية تيارت)
النعيمة، إحدي بلديات دائرة عين الذهب بولاية تيارت الجزائرية.